# Ташев, Ташо Ангелов
Ташо Ангелов Ташев (14 февраля 1909, Дылбок-Извор, Пловдивский округ, Болгария — 21 августа 1997, София, Болгария) — болгарский биолог и врач-гастроэнтеролог.

## Биография
В 1930 году поступил на медицинский факультет Софийского университета, который он окончил в 1935 году. С 1936 года перешёл на преподавательскую карьеру. С 1936 по 1950 год он преподавал курсы повышения квалификации в Институте усовершенствования врачей, с 1950 года избран профессором данного института. В 1952 году был избран ректором данного института, данную должность он занимал вплоть до 1956 года. В 1956 году серьёзно заболел и лечился вплоть до 1960 года. В 1960 году выздоровел и вернулся в науку, где тут же был избран директором Института питания, одновременно с этим заведовал секцией патологии питания там же и работал вплоть до 1972 года. В 1972 году избран директором Центра гигиены и проработал вплоть до своей смерти.

## Научные работы
Основные научные работы посвящены проблемам гастроэнтерологии и лечебного питания. Автор ряда монографий, руководств по рациональному и диетическому питанию, а также по гастроэнтерологии, а также книг, посвящённые этим же вопросам. Большинство книг переведены на иностранные языки.
- Предложил и ввёл в практику новые методы терапии ЖКТ.
- Провёл оригинальные исследования с целью изучения лечебного действия многих пищевых продуктов, в частности овощных и плодовых растений, на организм человека.
- Разработал научные основы лечебного питания.

## Избранные сочинения
- Клиническая диететика. 1966.

## Членство в обществах
- Иностранный член АМН СССР.
- Основатель и председатель Болгарского общества гастроэнтерологов.
- Член Болгарской АН.
- Член Европейского общества гастроэнтерологов.
- Член Чехословацкого медицинского общества имени Я. Пуркине.
- Член ряда других научных обществ.